# West Ham United Women Football Club
Il West Ham United Women Football Club, meglio noto come West Ham United Women o semplicemente West Ham, è la sezione calcistica femminile dell'omonimo club maschile. Milita nella Women's Super League, la massima serie del campionato inglese.

## Storia
La squadra venne fondata nel 1991 da Roger Morgan, già calciatore e dipendente del West Ham United, e disputò il 29 marzo 1992 la sua prima amichevole, contro il Barnet. Nel settembre 1992 venne iscritta nella Greater London Regional Women's Football League Division 3, il livello più basso del campionato inglese a carattere regionale, corrispondente al nono livello nazionale. In tre anni ottenne una doppia promozione fino alla Division 1. Al termine della stagione 1998-99 vinse i play-off e venne promossa nella Greater London Regional Women's Football League Premier Division, il più alto livello regionale, il sesto nazionale. Vinse due volte il campionato, ma nel primo caso perse gli spareggi promozione, vincendoli, invece, l'anno dopo; ottenne così la promozione nella Women's Premier League South East Division 1. Tre anni dopo, nella stagione 2004-05, vinse il campionato e venne promossa nella Premier League Southern Division, il secondo livello nazionale.
Nella stagione 2008-09 vinse la Essex FA County Cup, battendo il Colchester United per 9-0, vincendo nuovamente il trofeo nella stagione 2010-11, battendo in finale 2-1 l'Hutton. Nella stagione 2011-12 perse la finale dopo i tiri di rigore contro il Colchester, mentre nella stagione 2013-14 tornò a vincere il trofeo, battendo per 5-1 in finale il Barking.

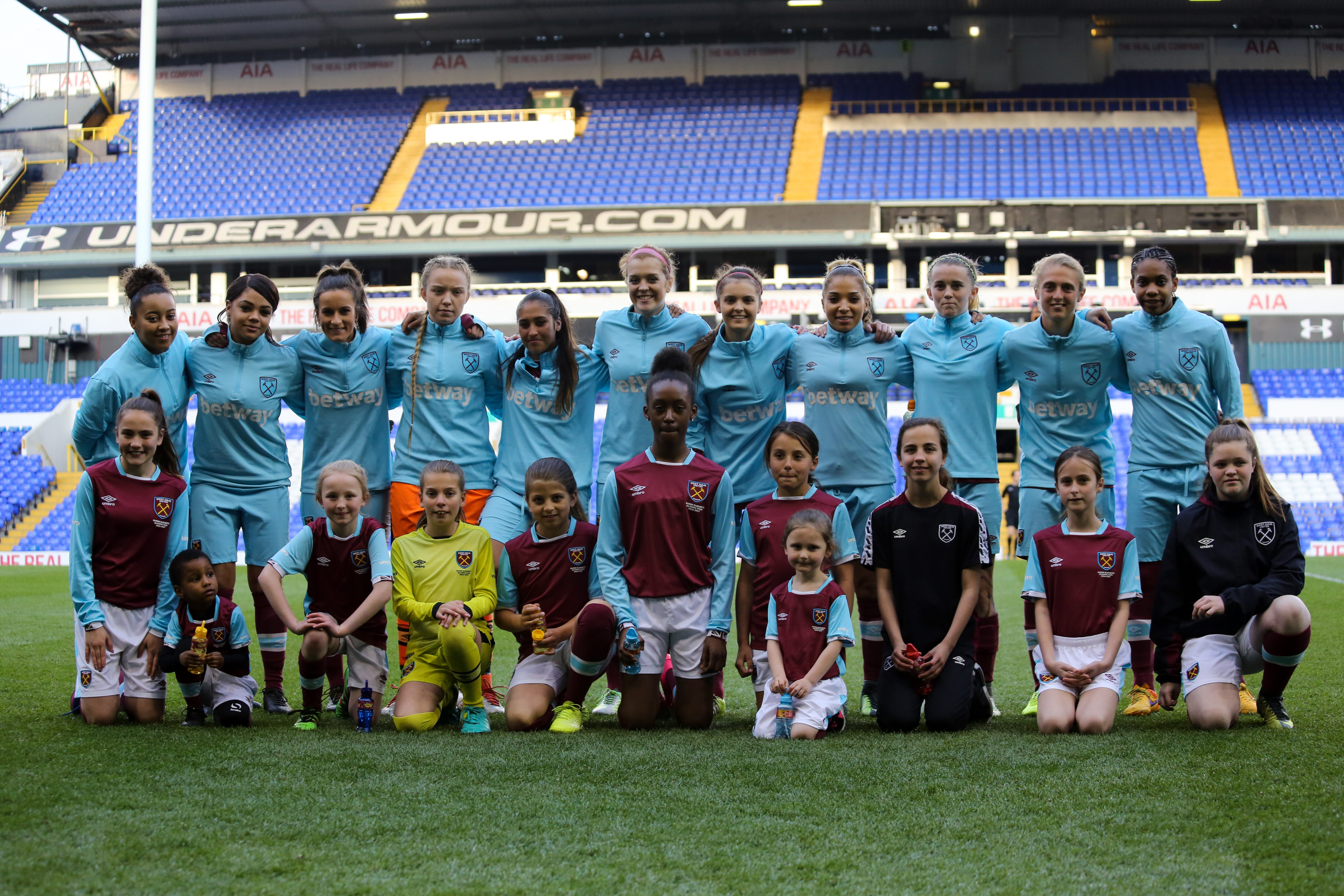
Formazione del West Ham nella partita contro il Tottenham del 19 aprile 2017.

Dalla stagione 2005-06 alla stagione 2017-18 ha fatto parte della Southern Division della FA Women's Premier League, che nel 2010 è passato dall'essere secondo livello nazionale a esserne il terzo. Il West Ham United ottenne tre terzi posti in Southern Division, arrivando vicino alla promozione in massima serie; in altre stagioni, invece, combatté per non retrocedere fino all'ultima giornata di campionato.
Il 28 maggio 2018 la FA concesse al West Ham United la licenza di partecipazione al campionato di FA Women's Super League per la stagione 2018-19, diventando così l'undicesima squadra partecipante. Prima dell'inizio della stagione, nel luglio 2018, la squadra cambiò denominazione da West Ham Ladies a West Ham United women's team. La squadra concluse la prima stagione in FA Women's Super League al settimo posto, mantenendo la categoria nelle stagioni successive e ottenendo il miglior risultato con un sesto posto al termine della stagione 2021-22. Nel 2019 raggiunse la finale della FA Women's Cup, disputata il 4 maggio allo stadio di Wembley, venendo sconfitto dal Manchester City per 3-0.

## Palmarès

### Competizioni regionali
- Essex FA County Cup: 3

2008-2009, 2010-2011, 2013-2014
- Greater London Regional Premier League: 2

2000-2001, 2001-2002

## Statistiche

### Partecipazione ai campionati
| Livello | Categoria                        | Partecipazioni | Debutto   | Ultima stagione | Totale |
| ------- | -------------------------------- | -------------- | --------- | --------------- | ------ |
| 1º      | Women's Super League             | 7              | 2018-2019 | 2024-2025       | 7      |
| 2º      | Premier League Southern Division | 5              | 2005-2006 | 2009-2010       | 5      |
| 3º      | Combination League               | 1              | 2004-2005 | 2004-2005       | 9      |
| 3º      | Premier League Southern Division | 8              | 2010-2011 | 2017-2018       | 9      |

## Organico

### Rosa 2024-2025
Rosa come da sito ufficiale.
| N. |                        | Ruolo | Calciatrice           |
| -- | ---------------------- | ----- | --------------------- |
| 1  | Polonia (bandiera)     | P     | Kinga Szemik          |
| 2  | Scozia (bandiera)      | D     | Kirsty Smith          |
| 4  | Finlandia (bandiera)   | C     | Oona Siren            |
| 5  | Belgio (bandiera)      | D     | Amber Tysiak          |
| 7  | Svezia (bandiera)      | C     | Marika Bergman Lundin |
| 9  | Giappone (bandiera)    | A     | Riko Ueki             |
| 10 | Islanda (bandiera)     | C     | Dagný Brynjarsdóttir  |
| 11 | Colombia (bandiera)    | A     | Manuela Paví          |
| 12 | Inghilterra (bandiera) | A     | Emma Harries          |
| 13 | Finlandia (bandiera)   | D     | Eva Nyström           |
| 14 | Canada (bandiera)      | D     | Shelina Zadorsky      |
| 15 | Stati Uniti (bandiera) | C     | Kristie Mewis         |
| 16 | Irlanda (bandiera)     | C     | Jessica Ziu           |
| 17 | Cile (bandiera)        | D     | Camila Sáez           |

| N. |                        | Ruolo | Calciatrice              |
| -- | ---------------------- | ----- | ------------------------ |
| 18 | Inghilterra (bandiera) | D     | Anouk Denton             |
| 19 | Germania (bandiera)    | A     | Shekiera Martinez        |
| 20 | Francia (bandiera)     | A     | Viviane Asseyi           |
| 22 | Australia (bandiera)   | C     | Katrina Gorry (capitano) |
| 25 | Irlanda (bandiera)     | P     | Megan Walsh              |
| 26 | Cina (bandiera)        | D     | Li Mengwen               |
| 29 | Austria (bandiera)     | D     | Verena Hanshaw           |
| 33 | Turchia (bandiera)     | C     | Halle Houssein           |
| 35 | Inghilterra (bandiera) | A     | Princess Ademiluyi       |
| 36 | Inghilterra (bandiera) | C     | Soraya Walsh             |
| 42 | Inghilterra (bandiera) | D     | Marnie Morrison          |
| 43 | Inghilterra (bandiera) | D     | Daniella Way             |
| 77 | Svizzera (bandiera)    | A     | Seraina Piubel           |